# 少年タイガー
『少年タイガー』（しょうねんタイガー）は、山川惣治による日本の絵物語作品。元々は1932年（昭和7年）より街頭紙芝居として発表され、爆発的な人気を博した。戦後の1956年（昭和31年）6月9日から1959年（昭和34年）にかけて産業経済新聞社のサンケイ児童文庫レーベルから全11巻が刊行された。

## 概要
本作品は、インドの断崖を思わせる広大な自然を舞台に、メスの虎「アジアの女王」に育てられた日本人の少年「タイガー」の冒険を描く物語。主な登場キャラクターには、育ての親であるメスの虎「アジアの女王」、オスの虎「オーラ」、そして怪人物「ブラック・サタン」をはじめとする敵役が登場する。山川惣治の初期の代表作であり、街頭紙芝居時代には『黄金バット』を凌ぐ人気を博したとされる。戦後、山川が『少年ケニヤ』で国民的評価を確立したのち、本作はサンケイ児童文庫レーベルにより改めて絵物語版として刊行された。

## あらすじ
舞台はインド国外縁部と推定されるジャングルや断崖絶壁を含むアジアの未開地である。孤児となったか、はぐれた日本人の少年が、「アジアの女王」と呼ばれるメスの虎によって育てられる。アジアの女王に8年間養育され、その間に少年は「超人間的な術」を体得したとされる。
物語は、少年の出自、アジアの女王による養育、ジャングルでのサバイバル術や超人的な技の習得から始まる。中盤では、ブラック・サタン（「サタン」とも呼ばれた）、アーレン、カラハン大王、片目のチョウ、カリガリ小僧といった多彩な悪役や、トラの顔、ホワイト・スカールといった仮面の味方が登場し、密猟者との対決や、少年のルーツに関わる探求などが描かれる。終盤では、悪役との最終対決や、主人公のアイデンティティを巡る物語が展開し、大地震のエピソードを経て、完結編で大団円を迎える。

## 主な登場人物
少年タイガー
主人公。虎に育てられた少年。少年は超人間的な技を体得した青年として描かれる。
アジアの女王
少年を育てたメスの虎。山川が特に愛着を示したキャラクターであり、作品の象徴的存在である。
オーラ
オスの虎。物語で重要な役割を担う。
ブラック・サタン
主要な悪役の一人（当時の文献では単に「サタン」とも呼ばれた）。元々の紙芝居版では大きな翼を持つ黒ずくめの仮面姿で、バットマンよりも早く登場したと指摘される。
その他の悪役
アーレン、カラハン大王、片目のチョウ、カリガリ小僧など。
その他の味方
トラの顔、ホワイト・スカールといった仮面の怪人。

## 書誌情報（サンケイ児童文庫版）
サンケイ児童文庫版は、1956年6月9日（昭和31年6月9日）から1959年にかけて産業経済新聞社より全11巻が刊行された。全11巻（第1巻～第10巻および完結篇）の構成である。判型はB5判に近い角判（約21cm×18cm）の上製本。ページ数は通常120ページ、完結編は140ページ。

## 巻構成
各巻の出版年月日は以下の通り。
- 第1巻：1956年6月9日
- 第2巻：1956年8月10日
- 第3巻：1956年11月1日
- 第4巻：1957年1月1日
- 第5巻：1957年4月20日
- 第6巻：1957年8月15日
- 第7巻：1958年1月15日
- 第8巻：1958年6月1日
- 第9巻：1958年8月1日
- 第10巻：1959年1月10日
- 完結編：1959年8月1日

## 作品背景

### 原作：街頭紙芝居
『少年タイガー』の原作は、山川惣治（「山川草治」と表記する資料もある）が1932年（昭和7年）に発表した街頭紙芝居である。山川は自身が設立した会社「そうじ社」（山川自身が『少年タイガー』を描いていたことから命名したとされる。「そうじ映画社」とする資料もある）を通じて発表したとされる。
昭和9年（1934年）に出版された書籍では、既に『黄金バット』（当時の表記は「黒バット」）に次ぐ人気作として言及されており、山川の初期の名声を確立した作品であったことがうかがえる。また、同時期の他の人気作と共に、技術的に完成度の高い作品の一つとも評されている。別の書籍でも、昭和10年（1935年）頃に人気を博した「活劇」紙芝居の代表例として挙げられている。同書では、国際的な舞台でのアクションといった「活劇」の特徴を持つ一方で、「荒唐無稽」「奇想天外」だが「スケールの大きい」物語が、当時の小学校中学年（4、5年生）の子供たちの心を捉えたと分析されている。主要な悪役であるブラック・サタンもこの紙芝居版で誕生した。紙芝居の裏面に説明文（脚本）を書き込む手法が導入された時期でもあり、上演者による口伝や即興に頼る部分が減り、物語の統一性が保たれやすくなったとされる。
また、1985年の資料では、「不死身の主人公が、多くの困難をのりこえ、正義の味方として活躍する物語」と紹介され、「アドベンチャーとスリルに富む」一方で「内容は荒唐無稽だったが、当時の子供には人気があった」と記されている。同資料では、当時絶大な人気を誇った『黄金バット』に「対抗して登場」した作品としても位置づけられている。
山川自身の回想によれば、紙芝居版には（戦後版の舞台であるインドとは異なり）恐竜が登場するなど、戦後に刊行された絵物語版とは内容が異なっていた部分もあるという。
また、エドガー・ライス・バローズの『ターザン』シリーズに触発されて制作されたという指摘もある。

### 絵物語版の刊行
サンケイ児童文庫版は、山川が『少年ケニヤ』（1951年より産経新聞連載）で国民的な人気作家となった後に刊行された。版元である産業経済新聞社（産経新聞）は、『少年ケニヤ』で成功を収めた山川ブランドを活用し、過去の人気作である『少年タイガー』を、同社のサンケイ児童文庫レーベルから復活させる形で出版した。

### 時代背景：絵物語ブーム
刊行時期の1950年代後半は、戦後の絵物語ブームの最盛期からやや移行期にあたる。絵物語は少年雑誌や新聞で人気を博したが、次第に漫画が台頭し始めていた。山川は小松崎茂らと共に絵物語ブームを牽引した代表的な作家であった。

## 評価・影響
本作品は、山川の写実的かつ躍動感に富む画風—いわゆる「粗雑的密描」と評される手法—を用いて描かれており、後の劇画表現の先駆として位置づけられている。特に虎（アジアの女王）の描写は評価が高い。
物語の進行は、読者を引き込む構成と長編を統一的に完結させる構成が高く評価される。主題としては野生児の生存術、人間と動物の共生、善悪の葛藤などが挙げられる。また、当時の分析では、『黄金バット』と同様に主人公の「超人間的な活躍」が特徴の一つとして挙げられている。
一方で、『少年ケニヤ』と比較すると物語展開が伝奇小説的かつ戦前活劇の色彩を強く帯びているとの指摘があり、これは原作が1930年代の紙芝居文化を背景としていることに起因すると考えられている。サンケイ児童文庫版は、当時の子供たちに強い印象を残し、現在でもノスタルジアと共に記憶され、復刊を望む声も多い。